# Stadttheater Greif

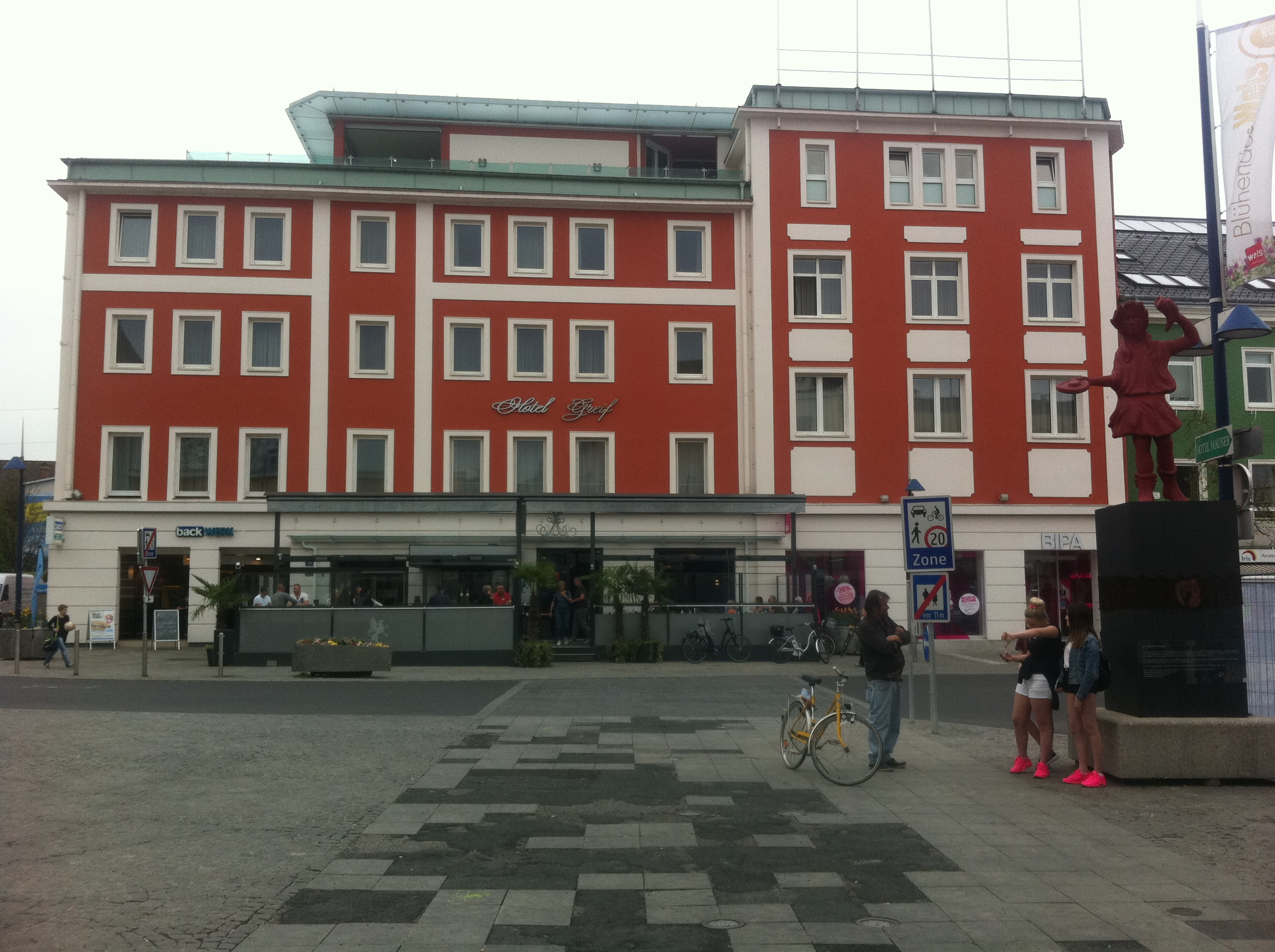
Das 2019 abgerissene Welser Stadttheater Hotel Greif

Das Welser Stadttheater Hotel Greif ist ein Theater auf dem Kaiser-Josef-Platz in Wels.
Der Name leitet sich vom „Hotel zum schwarzen Greifen“ ab, in dessen Festsaal der Theaterraum seit 1904 untergebracht ist. Die Beifügung „Hotel Greif“ wird verwendet, um es nicht mit anderen Spielstätten in Wels zu verwechseln, somit spricht man, wenn man im Stadttheater eine Kulturveranstaltung besucht, zumeist nur vom „Greif“. Das Stadttheater ist Veranstaltungsort des Welser Stadtballs, und es finden regelmäßig Theateraufführungen, Konzerte, Lesungen, Kabarett und Bälle darin statt.
Im Sommer 2018 wurde der Hoteltrakt, 2019 der Theatertrakt abgerissen und wurden durch einen modernen Verwaltungsbau ersetzt.

## Geschichte
Bereits zur Römerzeit wurde in Wels Theater gespielt. Im 19. Jahrhundert befand sich das Theater in der ehemaligen Bürgerspitalkirche an der Ostseite des Kaiser-Josef-Platzes. Durch einen Brand in diesem Gebäude wurde ein Umzug notwendig. 1904 übersiedelte das Stadttheater in den 1867 errichteten Festsaal des Hotels „Zum schwarzen Greifen“. Das Hotel Greif war zu Beginn des 20. Jahrhunderts umgebaut worden und war im Stil der Zeit eines der bekanntesten Wahrzeichen in Wels. 1916 gab es Pläne, den Saal von 620 auf 1.200 Sitzplätze zu erweitern, diese wurden aber auf Grund des Ersten Weltkriegs nie verwirklicht.
Am 25. Dezember 1944 wurden das Hotel Greif und das angeschlossene Stadttheater beim schlimmsten Bombenangriff auf Wels von sieben Bomben getroffen und schwer zerstört. Am 16. Dezember 1948 wurde der neue Theatersaal mit Franz Lehárs Paganini eröffnet. In den 1950er Jahren wurden die Theaterfassade und das Hotel im Stil der Nachkriegsjahre von Karl von Tobisch-Labotýn wieder errichtet, dabei verlor das Gebäude sein historisches Aussehen. Ebenfalls in den 1950er Jahren begann der Kinobetrieb im Theatersaal. Eine kulturelle Leistung war die Übernahme der regelmäßigen Aufführungen des Linzer Landestheaters an jedem Dienstag während der Theatersaison.
1989 pachtete sich die Stadt Wels langfristig in das Hotel ein.
2018 riss man den Hoteltrakt ab, hier entstehen ab 2019 Büros und Wohnungen. Rund um die Fassadengestaltung entstanden heftige Kontroverse. Ursprünglich plante man, eine sehr schlicht gestaltete Fassade im Stil der frühen 2000er Jahre, lediglich mit französischen Balkonen als gestalterische Elemente. Diese wurden allerdings vom damaligen Stadtbaudirektor nicht bewilligt. Somit wäre lediglich eine schmucklose weiße Fassade geblieben.
Nach heftigen Protesten aus der Bevölkerung und dem persönlichen Einsatz des Welser Bürgermeisters Andreas Rabl schuf man eine Kompromisslösung, die an den Altbau angelehnt ist.

## Nutzung

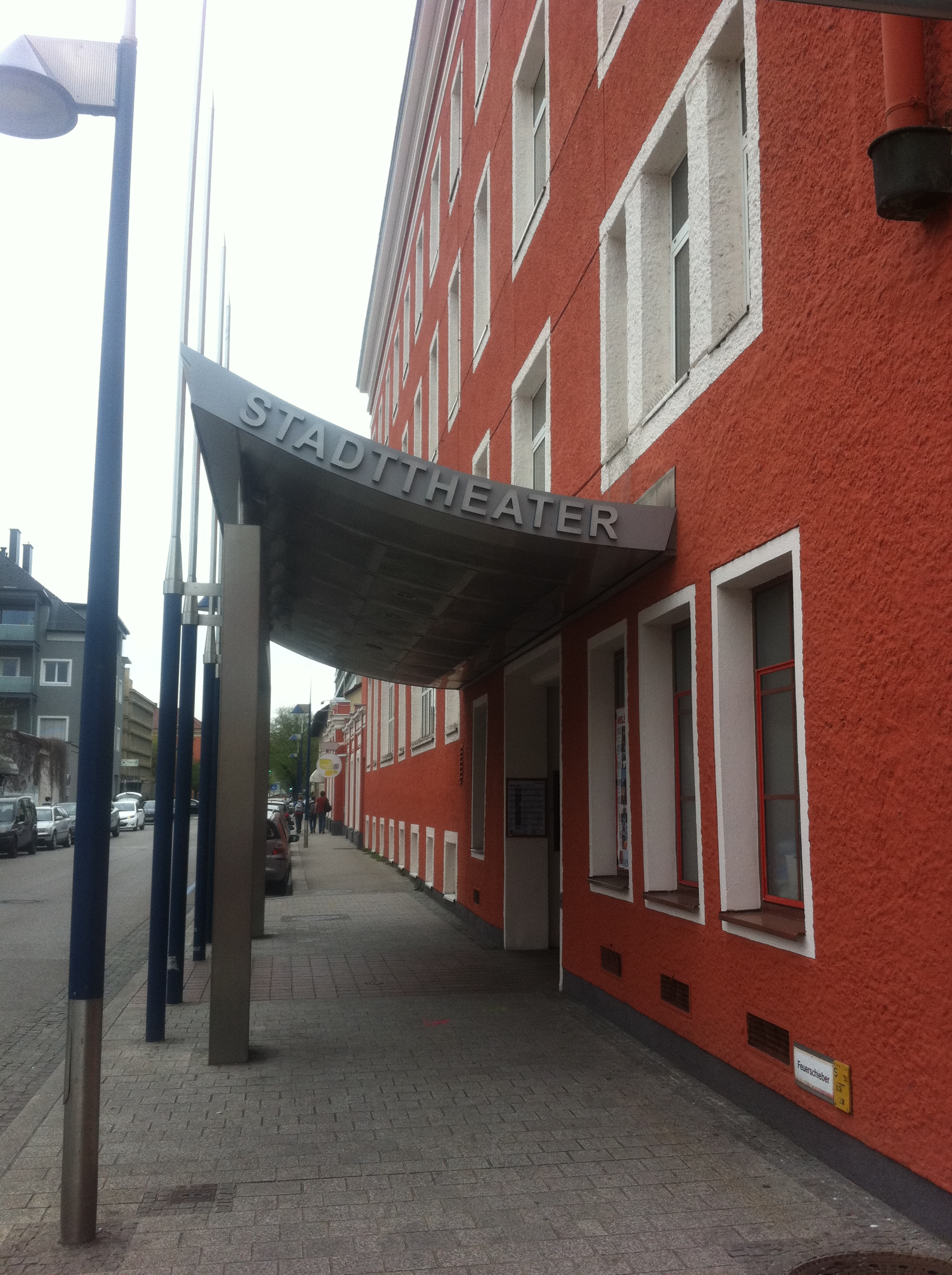

Von überregionaler Bedeutung war vor allem das Richard-Wagner-Festival, das zwischen 1989 und 2015 im Welser Stadttheater stattfand. Seit 2008 wird der Welser Stadtball in den historischen Räumen des Theaters abgehalten. Weitere regelmäßig stattfindende Veranstaltungen sind die Welser Abonnementkonzerte.

## Gebäude
Bereits 1513 wurde das Hotel urkundlich erwähnt und ist seither immer wieder umgebaut worden. Napoleon Bonaparte, Zar Alexander und König Friedrich von Preußen nächtigten in diesem Hotel, welches ab 1776 den Namen „Hotel zum schwarzen Greifen“ trug. In der ersten Hälfte des 20. Jahrhunderts finden sich Abbildungen des Gebäudes auf zahlreichen Ansichtskarten.
Bei Bauarbeiten am Fundament im Jahr 1988 wurde entdeckt, dass das Gebäude auf Bauschutt aus der Römerzeit gebaut wurde. Der Eingang zum Stadttheater befindet sich an der Westseite des Gebäudes in der Rainerstraße. In der dem Kaiser-Josef-Platz zugewandten Seite befindet sich eines der ersten Kaffeehäuser in Wels.